# Almeida Faria

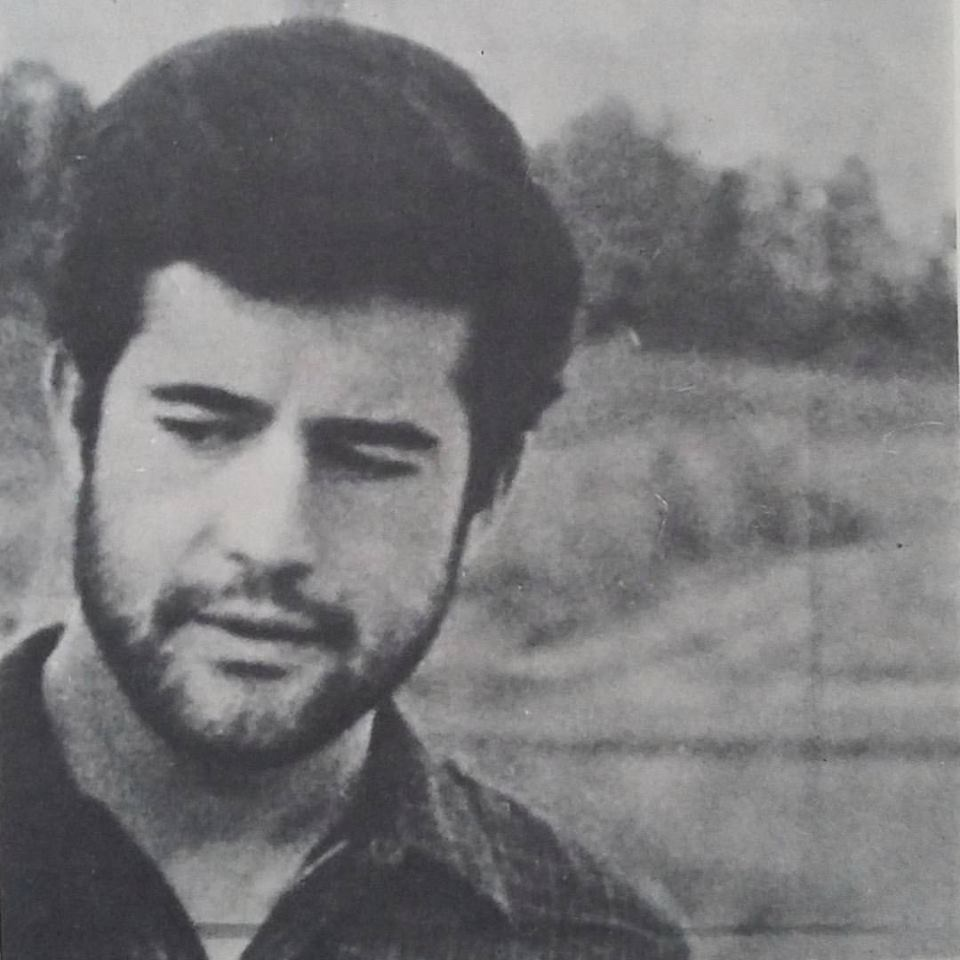
Almeida Faria im Alter von 19 Jahren

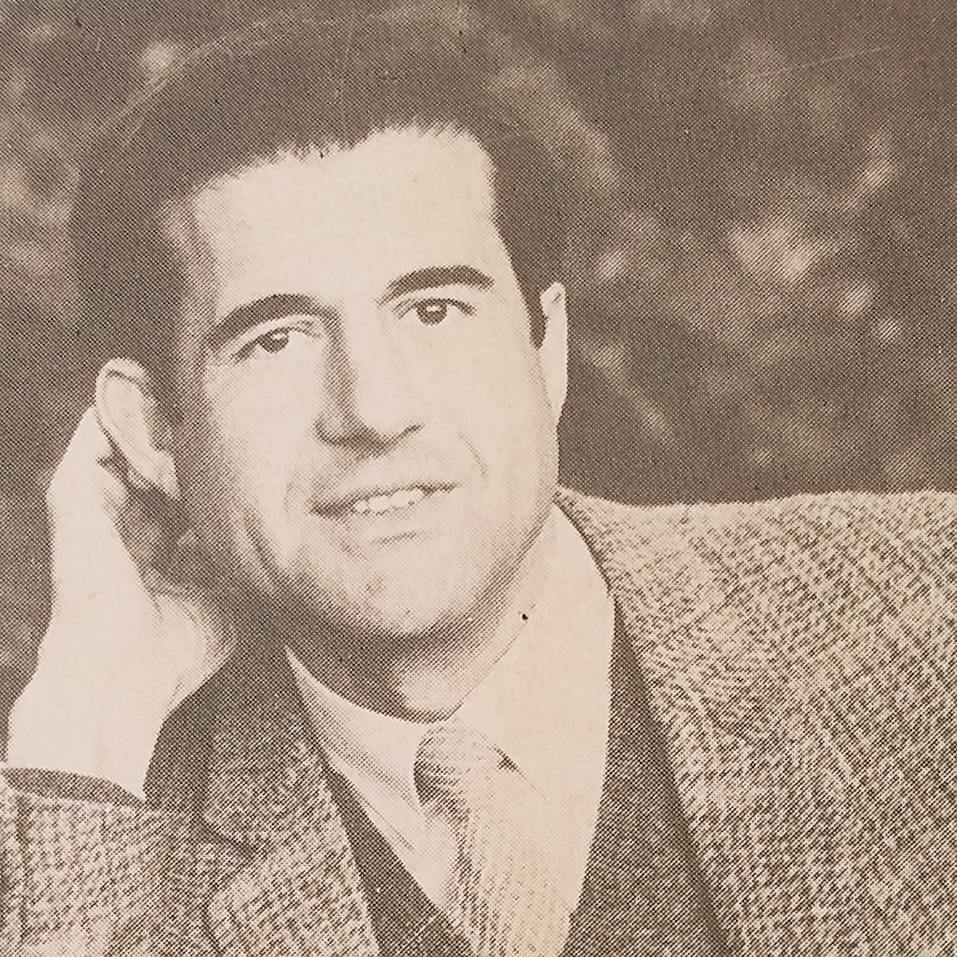
Almeida Faria im Alter von 40 Jahren

José Benigno de Almeida Faria (* 4. Mai 1943 in Montemor-o-Novo) ist ein portugiesischer Schriftsteller. Er ist ein Hauptvertreter des zeitgenössischen literarischen Realismus in Portugal und vor allem als Romancier sehr bedeutend.

## Leben
Der narrativ hochbegabte junge Mann veröffentlichte bereits mit 19 Jahren seinen ersten Roman. Er studierte Rechts- und Literaturwissenschaften, um dann sein Examen als Philosoph zu machen. Almeida Faria lehrt heute als Professor für Ästhetik und Philosophie an der Universidade Nova in Lissabon. 1968 und 1969 war er Gastautor in Iowa City (USA) und in West-Berlin (Writer in Residence).
Als Literat ist er vielseitig. So ist er Romancier, Erzähler, Übersetzer (unter anderem eines Gedichtbandes von Hans Magnus Enzensberger 1979) und Essayist. Er hat in diversen ausländischen Zeitschriften und Literaturmagazinen veröffentlicht, so in deutschen, brasilianischen, französischen, niederländischen, italienischen, schwedischen, US-amerikanischen und portugiesischen Magazinen. Er war auch einer der ersten Präsidenten des PEN-Clubs in Portugal.
Seine Bücher erfuhren Übersetzungen ins Deutsche, Spanische, Französische, Niederländische, Schwedische, Italienische und Ungarische.
Curt Meyer-Clason hat das Buch Passionstag übersetzt, das 1968 im S. Fischer Verlag erschien. 1980 wurde Fragmente einer Biographie in West-Berlin im Zuge eines literarischen Colloquiums übersetzt.

## Auszeichnungen (Auswahl)
- 1986 Prémio Aquilino Ribeiro
- 1987 Prémio Dom Dinis

## Werke (Auswahl)
Essays
- Peregrinação aos lugares selectos. 1971.
- Da Poeta-Pintor ao Pintor-Poeta. 1988.

Romane
- Tetralogia Lusitania. Caminho, Lissabon 1986ff

1. A Paixão Caminho, Lissabon 1991, ISBN 972-21-0237-0 (EA Lissabon 1965), deutsche Übersetzung: Passionstag. Roman (A Paixão). S. Fischer Verlag, Frankfurt/M. 1968 (übersetzt von Curt Meyer-Clason).
2. Cortes. 1978.
3. Lusitânia. 1980.
4. Cavaleiro Andante. 1983.

- Rumor Branco, 1962.
- O Conquistador. 1990.
- O murmuro do Mundo. 2012.

Theaterstücke
- Vozes da Paixão. Caminho, Lissabon 1998, ISBN 972-21-1183-3.
- A Reviravolta. 1998.